# Reklamní kampaň (povídka)
Reklamní kampaň (anglicky "Publicity Campaign") je krátká sci-fi povídka spisovatele Arthura C. Clarka, která vyšla v ČR ve sbírkách Zkazky z planety Země (Knižní klub 1996 a Baronet 1996, 2011 ), Odvrácená strana nebe a v antologii (fanbook) SCIENCE FICTION 1989/12.(XXXVII).
V angličtině vyšla např. ve sbírce Tales from Planet Earth.
Arthur C. Clarke napsal tuto povídku v březnu 1953 a záhy byla otištěna v londýnských novinách Evening News. Tři roky poté (v říjnu 1956) se objevila v americkém časopise Satellite Science Fiction. 

## Příběh
Tvůrci filmu Příšery z vesmíru a reklamní agenti filmového studia rozebírají po předváděcím promítání film a jeho ziskovost. Zdá se, že film bude kasovní trhák, jeden z agentů na reklamu plánuje masovou reklamní kampaň. Nechají se vyrobit tisíce natahovacích atrap chlupatých mimozemských příšer, plakáty s textem "POZOR NA OBLOHU! SIRIANÉ PŘICHÁZEJÍ!" a "ZEMĚ! MĚJ SE NA POZORU!" budou vylepeny všude po ulicích.
Kampaň je velmi úspěšná, film plní první stránky novin, lidé omdlévají při promítání.
Zrovna v té době přilétají mimozemští vyslanci Třetí galaktické říše navázat s lidmi mírumilovný kontakt. Akce byla pečlivě naplánována během tisíciletí, nepředpokládají se problémy. Vyspělé civilizace dokážou spolupracovat poté, co překonají úvodní šok ze zjištění, že nejsou ve vesmíru samy.
Film však vyvolal v lidech vlnu xenofobie, k níž také přispěl jistý astronom svým prohlášením o pravděpodobném nepřátelství případných návštěvníků z kosmu. Mimozemšťané přistanou v New Yorku a jsou rozsápáni davem, druhá mise se pokusí navázat kontakt na opačné straně planety Země a dopadne stejně. K flotile mimozemských lodí se začnou přibližovat útočné rakety a velitel výpravy – princ Zervashni vydá rozkaz k drastickým opatřením. Během 20 minut je Země zbavena veškerého života.
Čtyřoký princ Zervashni, jenž by člověku mohl připomínat pandu s purpurovým kožichem se táže svého vědeckého poradce Sigisnina II., (jenž měl navázání mírumilovného kontaktu na starost) co se nepodařilo. Sigisnin II., jehož teorie a pověst jsou nadobro zničeny, si nervózně proplete tucet ohebných prstů a odvětí, že tomu vůbec nerozumí. Pozemšťané se chovali jako posedlí.